# Polytrichum macrophyllum
Polytrichum macrophyllum là một loài rêu trong họ Polytrichaceae. Loài này được (Dozy & Molk.) Kindb. mô tả khoa học đầu tiên năm 1888.